# Leonardus
Leonardus — вимерлий рід ссавців пізньої крейди (пізній сантон — маастрихт) Південної Америки. Це меридіолестидановий дріолестоїд, тісно пов’язаний також із пізньокрейдяним Кронопіо та міоценовим Некролестесом.

## Відкриття
Наразі Леонардус відомий лише з формації Лос-Аламітос, Аргентина. Голотип був знайдений у 1990 році, а другий екземпляр був описаний у 2010 році.

## Класифікація
Leonardus спочатку був віднесений до Dryolestidae, але відсутність парастилярного гачка на моляріформах, а також деякі особливості стилокону дозволяють припустити, що він був згрупований з іншими південноамериканськими та африканськими дріолестоїдами, за винятком лавразійських видів, у кладу відомий як Meridiolestida. У межах Меридіолестидів він послідовно групується з Necrolestes і Cronopio.